# Nancy Thomas
Pour les articles homonymes, voir Thomas (nom de famille).
 (décembre 2020).
Si vous disposez d'ouvrages ou d'articles de référence ou si vous connaissez des sites web de qualité traitant du thème abordé ici, merci de compléter l'article en donnant les références utiles à sa vérifiabilité et en les liant à la section « Notes et références ».
Nancy Thomas est une auteure québécoise née en septembre 1970 à Salaberry-de-Valleyfield. Elle est connue pour son livre Botté d'envoi, lu par plusieurs élèves du secondaire. C'est aussi une enseignante qui s'intéresse au quotidien des jeunes.

## Carrière
Cette écrivaine est une enseignante au secondaire depuis 2000 qui détient un baccalauréat en études françaises, théâtrales (1994), un certificat d'enseignement de l'Université de Montréal (1995), une maîtrise en art dramatique de l'Université du Québec à Montréal (1998) et un D.E.S.S en administration scolaire de l'Université de Montréal (2012).
Elle est aussi une artiste peintre qui a obtenu un certificat de la London Art College  en Angleterre (2018).

## Romans

### Éditions de la Paix
- Coup de théâtre, Québec, Éditions de la Paix, collection transit, no 41, 2013. (Titre épuisé)

### Dominique et compagnie
- Une étrange gardienne, St-Lambert, roman lime, no 29, 2016, 96 pages.
- Matéo et la Dame en noir, St-Lambert, roman lime, no 35, 2017, 112 pages.
- Mathilde Marabout, la sorcière qui veut devenir une fée, St-Lambert. 2023, 94 pages[3].

### Hurtubise
- Botté d'envoi, Montréal, Hurtubise, 2016, 216 pages.
- Dans les câbles, tome 1, L'étincelle, Montréal, Hurtubise, 2021, 253 pages.
- Dans les câbles, tome 2, Le saut de l’ange, Montréal, Hurtubise, 2021, 256 pages.
- Dans les câbles, tome 3, Viser les étoiles, Montréal, Hurtubise, 2022, 256 pages[4].

## Prix
Elle a remporté le prix Fringe/Chapters de Montréal en 2003 pour sa pièce Richard III ou la Chute du corbeau.